# Sint-Janspoort (Antwerpen)

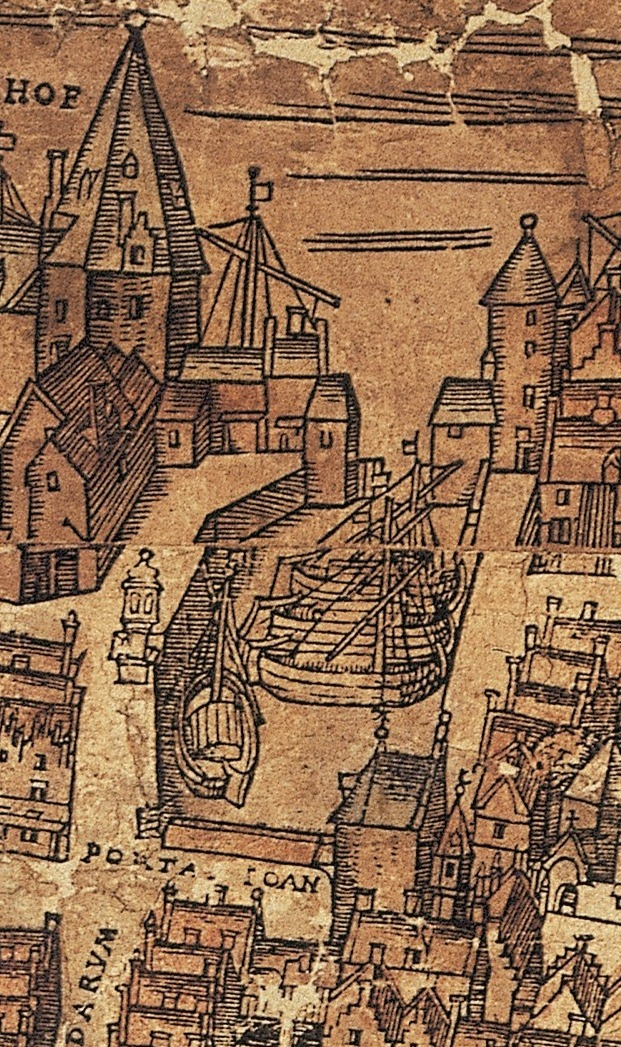
Sint-Janspoort (rechtsonder) aan de Sint-Jansvliet in de 16e eeuw. Het complex van het Sint-Julianusgasthuis rechtsboven de poort.

De Sint-Janspoort was een poortgebouw en brug, in 1340 onder Hertog Jan III gebouwd aan de toenmalige zuidgrens van de stad Antwerpen.
De poort lag aan de Sint-Jansvliet - deze kiel werd later vernoemd naar de poort - en het Sint-Julianusgasthuis. Tussen de Hoogstraat en de Oever was het de zuidelijke stadspoort van Antwerpen. De locatie was verkeerstechnisch van belang omdat erdoorheen de verkeersader van de Markt via de Hoogstraat naar de Sint-Michielsabdij (extra muros) leidde, en verder zuidwaarts langs de Schelde. Toen de Sint-Jansvliet niet langer de zuidelijke grens van de stad vormde, verloor de Sint-Janspoort haar nut en werd ze in 1581 afgebroken.
| |  |  |
| Links (nr 6): de Sint-Janspoort begin 13e eeuw aan de zuidrand van de stad. Rechts: de poort in de 16e eeuw, opgeslokt door de stad. |  |  |

## Triomfboog

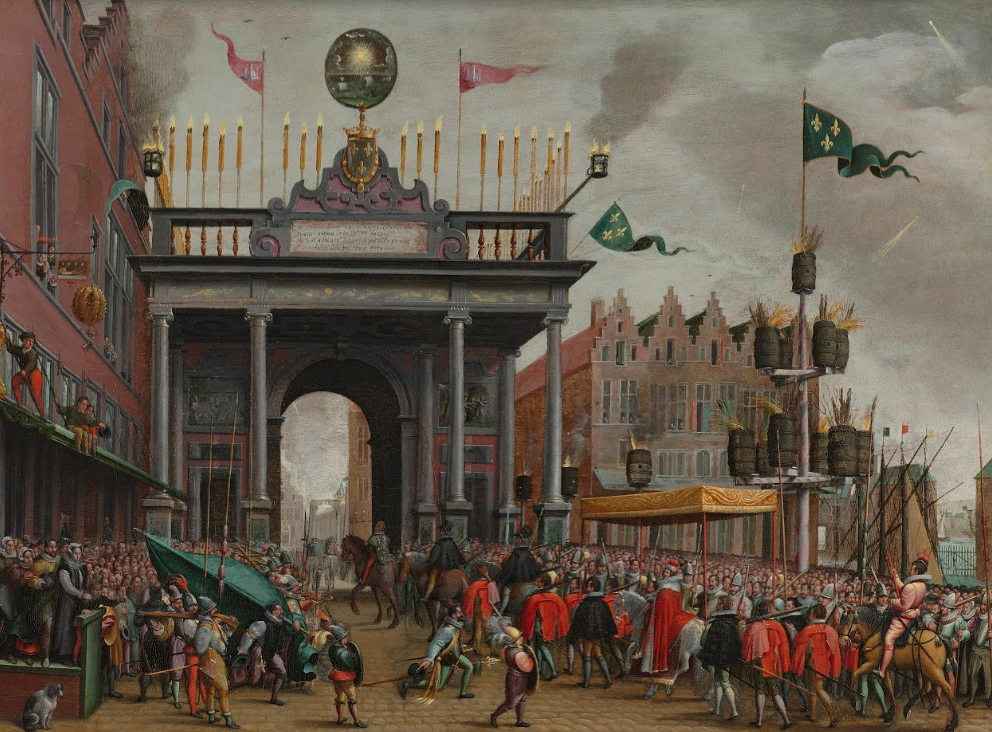
Triomfboog van de stad Antwerpen ter plaatse van de Sint-Janspoort, 1582

Ter plaatse werd een jaar na de afbraak van de poort een triomfboog gebouwd, ter ere van Frans van Anjou die daar een blijde intrede maakte. Na de mislukte Franse Furie in 1583 en het vertrek van de hertog is dit bouwwerk ook verdwenen. Anno 2024 is de plek van de voormalige Sint-Janspoort openbare verkeersruimte.

## Andere Sint-Janspoort
Er was in Antwerpen een andere 'Sint-Janspoort', vermoedelijk omstreeks 1550 gebouwd als deel van de Antwerpse Spaanse omwalling. Ook deze poort bestaat niet langer.